# R音
语音学中，r音或日音（rhotic consonant），是一类流音，传统上在正写法中用衍生自希腊字母「柔」⟨Ρ⟩⟨ρ⟩（rho）的字母（如拉丁字母⟨R⟩⟨r⟩、西里尔字母⟨Р⟩⟨p⟩）表示。在国际音标中，r音用大小写拉丁字母⟨R⟩⟨r⟩的变体来表示：⟨r⟩、⟨ɾ⟩、⟨ɹ⟩、⟨ɻ⟩、⟨ʀ⟩、⟨ʁ⟩、⟨ɽ⟩、⟨ɺ⟩。
这些音的调音方式和调音位置各不相同，但是均有类似的听感。大多数语言只有一个R音音位，現代標準漢語中的r/ㄖ(發音為/ɻ/的情況下)、英语中的r均属于日音。

## 特点
R音并非严格的语音学概念，因而在语音学上主要的R音音素之间没有共同的声学特征或生理特征:1，在发声方式上，R音种类有近音、閃音、顫音；在发声位置上，R音可以为齒音、齿龈音、齦後音、捲舌音、小舌音:165-166。虽然小舌颤音/ʀ/和齿龈闪音/ɾ/均为R音，但两者的调音部位、调音方式均不相同。
R音仍然具有一些共同特点。在语音学上，R音均为响音、听感浑厚，且大部分欧洲语言中的R音的第三共振峰都较低。在历时音位学上，R音音位的音素在演变过程中容易相互演化，在共时音系学上则容易发生交替:166。

## 类型
| IPA | 名称       | 发音示例 |
| --- | ---------- | -------- |
| ɾ   | 齿龈闪音   |          |
| ɺ   | 齿龈边闪音 |          |
| ɽ   | 卷舌闪音   |          |
| r   | 齿龈颤音   |          |
| ʀ   | 小舌顫音   |          |
| ɹ   | 齒齦近音   |          |
| ɻ   | 捲舌近音   |          |
| ʁ   | 小舌擦音   |          |

## 出现于语言中
R音是较为常见的音位，世界上有七成以上的语言存在有至少一个R音音位:1。多数有R音存在的语言只有一个R音音位。现代标准汉语中的声母r/ㄖ可以發卷舌近音/ɻ/:2。英语中的r为R音，在不同口音中发音也不同，在英国英语、澳洲英语中为齿龈近音/ɹ/、在美国英语中为卷舌近音/ɻ/。日语中的ら行假名的音节首辅音一般读齿龈边近音/ɺ/。颤音是一种更常见的R音音位，齒齦颤音/r/见于俄语、西班牙语、意大利语、蒙古语、满语等，小舌颤音/ʀ/见于法语、标准德语中:172-173。
西班牙语、一些非洲语言、澳大利亚原住民语言及达罗毗荼语系的语言存在两个或两个以上的R音音位:166，在马拉雅拉姆语中存在有齿龈前颤音、齿龈后颤音两个R音音位:172。有的语言则没有R音，如广州话。

## 參閲
- 日化元音